# Chicago Bears 1926
La stagione 1926 dei Chicago Bears è stata la settima della franchigia nella National Football League. La squadra riuscì a migliorare il record della stagione precedente, salendo a 12-1-3 e classificandosi ancora una volta seconda. Dopo essere rimasta imbattuta nelle prime 13 partite (12 vittorie e un pareggio), l'unica sconfitta risultò decisiva, perdendo contro i Frankford Yellow Jackets futuri campioni in virtù del maggior numero di vittorie (i pareggi allora non venivano conteggiati ai fini della classifica). I Bears poterono contare su una delle loro formazioni più talentuose, con molti veterani che non si erano ancora ritirati e le aggiunte di Paddy Driscoll e Link Lyman. Driscoll fu il miglior giocatore della squadra segnando 5 touchdown, mettendo a segno 11 field goal e 14 tentativi di extra point.

## Calendario
| Stagione regolare |                             |               |           |           |        |
| Data              | Avversario                  | Stadio        | Risultato | Punteggio | Record |
| 19 settembre      | at Milwaukee Badgers        | Athletic Park | V         | 10–7      | 1–0–0  |
| 26 settembre      | at Green Bay Packers        | City Stadium  | V         | 6–6       | 1–0–1  |
| 3 ottobre         | at Detroit Panthers         | Navin Field   | V         | 10–7      | 2–0–1  |
| 10 ottobre        | New York Giants             | Wrigley Field | V         | 7–0       | 3–0–1  |
| 17 ottobre        | at Chicago Cardinals        | Soldier Field | V         | 16–0      | 4–0–1  |
| 24 ottobre        | Duluth Eskimos              | Wrigley Field | V         | 24–6      | 5–0–1  |
| 31 ottobre        | Akron Pros                  | Wrigley Field | V         | 17–0      | 6–0–1  |
| 7 novembre        | Louisville Colonels         | Wrigley Field | V         | 34–0      | 7–0–1  |
| 11 novembre       | Chicago Cardinals           | Wrigley Field | V         | 10–0      | 8–0–1  |
| 14 novembre       | Milwaukee Badgers           | Wrigley Field | V         | 10–7      | 9–0–1  |
| 21 novembre       | Green Bay Packers           | Wrigley Field | V         | 19–13     | 10–0–1 |
| 25 novembre       | Chicago Cardinals           | Wrigley Field | P         | 0–0       | 10–0–2 |
| 28 novembre       | Canton Bulldogs             | Wrigley Field | V         | 35–0      | 11–0–2 |
| 4 dicembre        | at Frankford Yellow Jackets | Shibe Park    | S         | 6–7       | 11–1–2 |
| 12 dicembre       | Pottsville Maroons          | Wrigley Field | V         | 9–7       | 12–1–2 |
| 19 dicembre       | Green Bay Packers           | Soldier Field | S         | 3–3       | 12–1–3 |

## Futuri Hall of Famer
- Paddy Driscoll, back
- George Halas, end
- Ed Healey, tackle
- Link Lyman, tackle
- George Trafton, centro